# Биццотто, Ромоло
Ромоло Биццотто (итал. Romolo Bizzotto, 16 февраля 1925, Череа — 27 марта 2017, Турин) — итальянский футболист, играл на позиции полузащитника. По завершении игровой карьеры — футбольный тренер.

## Карьера
Как футболист наибольших успехов добился в составе «Ювентуса». Вместе со «старой синьорой» он дважды становился чемпионом Италии. Играл на позиции полузащитник. Также выступал и за другие команды Серии А: «Верону», СПАЛ и «Палермо». 
В 1948 году входил в состав сборной Италии, которая принимала участие в футбольном турнире на летних Олимпийских играх в Лондоне.
В качестве наставника долгие годы входил в тренерский штаб «Ювентуса». В мае 1972 году на одной из игр замещал в должности главного тренера команды чеха Честмира Выцпалека. Помимо этого, он самостоятельно возглавлял «Верону», «Римини», «Реджану» и «Реджину».

## Достижения
- Чемпионат Италии (2): 1949/50, 1951/52.